# Língua palauense
O palauano ou palauense (a tekoi er a Belau), também dito belauense, é uma língua austronésia do ramo das línguas malaio-polinésias falada em Palau de maneira oficial em quase todo o país e em menor grau em Guam.
É considerado como parte do grupo das línguas malaio-polinésias nucleares. Outros consideram que é parte do subgrupo das línguas oceânicas.

## Falantes
É falado por cerca de 15.000 pessoas, conforme Censo de Palau de 2005 que confirmou que havia 18.544 pessoas maiores de 5 anos residindo no país. Dessas 4.718 não falavam Palauano, portanto os falantes da língua, não contados os nativos "palauanos" que vivem fora de Palau, eram 13.826.

## Fonologia
O inventário de fonemas da língua palauense inclui somente 10 consoantes e 6 vogais. Porém, são somente 5 as vogais palauenses citadas por Wilson  (Harvard, 1972), pois esse levantamento evita considerar vogais indeterminadas e intermediária. A tabela Harvard (Flora - 1974), trata como vogal indeterminada o ə. Além disso, a análise do [w], conforme Flora, considera esse fonema como diverso do /u/ palauense, sendo assim o [w] um alofone do /u/ (Harvard - Wilson - 1972). A tabela de consoantes é uma tentativa de Wilson para caracterizá-las. Ver a seguir as Tabelas:
|       | Front | Central | Back |
| ----- | ----- | ------- | ---- |
| Alta  | i     |         | u    |
| Média | ɛ     | ə       | o    |
| Baixa |       | a       |      |

|                            | Labial | Alveolar | Velar | Glotal |
| -------------------------- | ------ | -------- | ----- | ------ |
| Não vocalizadas "stops"    |        | t        | k     | ʔ      |
| Vocalizadas "stops"        | b      | d        |       |        |
| Não vocalizadas fricativas |        | s        |       |        |
| Nasais                     | m      |          | ŋ     |        |
| Líquidas                   |        | l, ɾ     |       |        |

Há poucos fonemas consoantes em Palauense se for comparada essa língua com maioria das demais. Porém, muitos desses fonemas apresentam pelo menos dois alofones que se mostram através de diversos processos fonológicos da língua. A seguir apresenta-se a Tabela completa desses sons:
|                            | Labial | Interdental | Alveolar | Post-Alveolar | Velar | Glotal |
| -------------------------- | ------ | ----------- | -------- | ------------- | ----- | ------ |
| Não vocalizadas "stop"     | p pʰ   |             | t tʰ     |               | k kʰ  | ʔ      |
| Vocalizadas "stop"         | b      |             | d        |               | ɡ     |        |
| Não vocalizadas fricativos |        | θ           | s        |               |       |        |
| Vocalizadas fricativAs     |        | ð           |          |               |       |        |
| Nasais                     | m      |             | n        |               | ŋ     |        |
| LiquidAs                   |        |             | l, ɾ, r  |               |       |        |
| Aproximantes               | w      |             |          | j             |       |        |

| IPA  | Exemplo   | Tradução Português                |
| ---- | --------- | --------------------------------- |
| /iɛ/ | babier    | "papel" (origem alemã)            |
| /ɛi/ | mei       | "vir"                             |
| /iu/ | chiukl    | "voz (cantando)"                  |
| /ui/ | tuich     | "tocha"                           |
| /io/ | kikiongel | "sujo"                            |
| /oi/ | tekoi     | "idioma"                          |
| /ia/ | diall     | "navio"                           |
| /ai/ | chais     | "notícias"                        |
| /ɛu/ | teu       | "largura"                         |
| /uɛ/ | sueleb    | "depois do almoço"                |
| /ɛo/ | Oreor     | "Koror" (antiga capital de Palau) |
| /oɛ/ | beroel    | "lança"                           |
| /ɛa/ | beached   | "lata"                            |
| /aɛ/ | baeb      | "tubo" (origem inglesa)           |
| /uo/ | uos       | "cavalo"                          |
| /ou/ | merous    | "distribuir"                      |
| /ua/ | tuangel   | "porta"                           |
| /au/ | mesaul    | "cansado"                         |
| /oa/ | omoachel  | "rio"                             |
| /ao/ | taod      | "garfo"                           |

| IPA  | Exemplo   | Tradução Português                |
| ---- | --------- | --------------------------------- |
| /iɛ/ | babier    | "papel" (origem alemã)            |
| /ɛi/ | mei       | "vir"                             |
| /iu/ | chiukl    | "voz (cantando)"                  |
| /ui/ | tuich     | "tocha"                           |
| /io/ | kikiongel | "sujo"                            |
| /oi/ | tekoi     | "idioma"                          |
| /ia/ | diall     | "navio"                           |
| /ai/ | chais     | "notícias"                        |
| /ɛu/ | teu       | "largura"                         |
| /uɛ/ | sueleb    | "depois do almoço"                |
| /ɛo/ | Oreor     | "Koror" (antiga capital de Palau) |
| /oɛ/ | beroel    | "lança"                           |
| /ɛa/ | beached   | "lata"                            |
| /aɛ/ | baeb      | "tubo" (origem inglesa)           |
| /uo/ | uos       | "cavalo"                          |
| /ou/ | merous    | "distribuir"                      |
| /ua/ | tuangel   | "porta"                           |
| /au/ | mesaul    | "cansado"                         |
| /oa/ | omoachel  | "rio"                             |
| /ao/ | taod      | "garfo"                           |

| Letra Palauense | IPA - pronúncia    | Palavra exemplo         |
| --------------- | ------------------ | ----------------------- |
| b               | [b], [p], [pʰ]     | bai "causa comunitária" |
| ch              | [ʔ]                | charm "animal"          |
| d               | [d], [t], [ð], [θ] | diall "navio"           |
| k               | [k], [ɡ], [kʰ]     | ker "pergunta"          |
| l               | [l]                | lius "côco"             |
| ll              | [lː]               | llel "folha"            |
| m               | [m]                | mad "olho"              |
| ng              | [ŋ], [n]           | ngau "fogo"             |
| r               | [ɾ]                | rekas "mosquito"        |
| rr              | [r]                | rrom "licor"            |
| s               | [s]                | sechelei "amigo"        |
| t               | [t], [tʰ]          | tuu "banana"            |

| Letra Palauense | IPA - pronúncia | Palavra exemplo                           |
| --------------- | --------------- | ----------------------------------------- |
| f               | [f]             | fenda "resguardo, proteção física (Eng.)" |
| h               | [h]             | haibio "tuberculose (Jap. haibyoo)"       |
| n               | [n]             | sensei "professor (Jap. sensei)"          |
| p               | [p]             | Papa "o Papa (Span. Papa)"                |
| ts              | [ts]            | tsuingam "chicletes (Eng.)"               |
| z               | [z]             | miuzium "museu (Eng.)"                    |

| a  | [a]              | chad "pessoa"               |
| e  | [ɛ], [ə]         | sers "jardim"               |
| ee | [ɛː]             | kmeed "perto"               |
| i  | [i]              | sils "sol"                  |
| ii | [iː], [ji], [ij] | iis "nariz"                 |
| o  | [o]              | ngor "boca"                 |
| oo | [oː]             | sekool "divertido"          |
| u  | [u]              | bung "flor"                 |
| uu | [uː], [wu], [uw] | ngduul "ostra de manguezal" |

| Letra Palauense | IPA - pronúncia    | Palavra exemplo         |
| --------------- | ------------------ | ----------------------- |
| b               | [b], [p], [pʰ]     | bai "causa comunitária" |
| ch              | [ʔ]                | charm "animal"          |
| d               | [d], [t], [ð], [θ] | diall "navio"           |
| k               | [k], [ɡ], [kʰ]     | ker "pergunta"          |
| l               | [l]                | lius "côco"             |
| ll              | [lː]               | llel "folha"            |
| m               | [m]                | mad "olho"              |
| ng              | [ŋ], [n]           | ngau "fogo"             |
| r               | [ɾ]                | rekas "mosquito"        |
| rr              | [r]                | rrom "licor"            |
| s               | [s]                | sechelei "amigo"        |
| t               | [t], [tʰ]          | tuu "banana"            |

| Letra Palauense | IPA - pronúncia | Palavra exemplo                           |
| --------------- | --------------- | ----------------------------------------- |
| f               | [f]             | fenda "resguardo, proteção física (Eng.)" |
| h               | [h]             | haibio "tuberculose (Jap. haibyoo)"       |
| n               | [n]             | sensei "professor (Jap. sensei)"          |
| p               | [p]             | Papa "o Papa (Span. Papa)"                |
| ts              | [ts]            | tsuingam "chicletes (Eng.)"               |
| z               | [z]             | miuzium "museu (Eng.)"                    |

| a  | [a]              | chad "pessoa"               |
| e  | [ɛ], [ə]         | sers "jardim"               |
| ee | [ɛː]             | kmeed "perto"               |
| i  | [i]              | sils "sol"                  |
| ii | [iː], [ji], [ij] | iis "nariz"                 |
| o  | [o]              | ngor "boca"                 |
| oo | [oː]             | sekool "divertido"          |
| u  | [u]              | bung "flor"                 |
| uu | [uː], [wu], [uw] | ngduul "ostra de manguezal" |

| Palauaense                   | Português         |  | Palauense                | Português                          |
| ---------------------------- | ----------------- |  | ------------------------ | ---------------------------------- |
| Alii!                        | Olá!              |  | Ak mlechell er a ___.    | Eu nasci em ___.                   |
| Ungil tutau.                 | Bom dia.          |  | Ng tela rekim?           | Qual é sua idade?                  |
| Ungil sueleb.                | Boa tarde.        |  | Ng ___ a rekik.          | Eu tenho___ anos.                  |
| Ungil kebesengei.            | Boa noite.        |  | Ng tela a dengua er kau? | Qual é (o número de) seu telefone? |
| A ngklek a ___.              | Meu nome é ___.   |  | A dengua er ngak a ___.  | Meu telefone é ___.                |
| Ng techa ngklem?             | Como é seu nome?  |  | Ke kiei er ker?          | Onde você mora?                    |
| Ke ua ngerang?               | Como vai você?    |  | Ak kiei er a ___.        | Eu moro em___.                     |
| Ak mesisiich.                | Estou bem.        |  | Chochoi.                 | Sim                                |
| Ak chad er a ___.            | Eu sou de___.     |  | Ng diak.                 | Não                                |
| Belau                        | Palau             |  | Adang.                   | Por favor.                         |
| Merikel                      | E.U.A.            |  | Sulang.                  | Grato.                             |
| Ingklis                      | Inglaterra        |  | Ke mo er ker?            | Onde você está indo?               |
| Siabal                       | Japão             |  | Mechikung.               | Adeus.                             |
| Sina                         | China             |  | Meral ma sulang!         | Muito obrigado!                    |
| Ke chad er ker el beluu?     | De onde você é?   |  | Ungilbung                | Linda flor.                        |
| Ke mlechell er ker el beluu? | Onde você nasceu? |  | Olilai                   | Casa - em Ngarchelong (estado)     |

| - Flora, Jo-Ann(1974),«Palauan Phonology and Morphology» (em inglês) , PhD Dissertation: University of California, San Diego. - Georgopoulos, Carol(1986),«"Palauan as a VOS Language"» (em inglês) , inPaul Geraghty, Lois Carrington, and Stephen A. Wurm (eds.),«FOCAL I: Papers from the Fourth International Conference on Austronesian Linguistics» (em inglês) , Canberra: Pacific Linguistics, C-93, 187-198. - Georgopoulos, Carol(1991),«Syntactic Variables: Resumptive Pronouns and A' Binding in Palauan» (em inglês) , Dordrecht: Kluwer. - Josephs, Lewis(1975),«Palauan Reference Grammar» (em inglês) , Honolulu: University of Hawaii Press. - Josephs, Lewis(1990),«New Palauan-English Dictionary» (em inglês) , Honolulu: University of Hawaii Press. - Josephs, Lewis(1997),«Handbook of Palauan Grammar (Vol. 1)» (em inglês) , Koror: Palau Ministry of Education. - Josephs, Lewis(1999),«Handbook of Palauan Grammar (Vol. 2)» (em inglês) , Koror: Palau Ministry of Education. - Waters, Richard C.(1980),«Topicalization and Passive in Palauan» (PDF) (em inglês), Ms., MIT, <http://frodo.ucsc.edu/~jnuger/waters_richard_1980.pdf>. - Wilson, Helen(1972),"«The Phonology and Syntax of Palauan Verb Affixes» (em inglês) ",University of Hawaii Working Papers in Linguistics4 (5). - Zuraw, Kie(2003),«"Vowel Reduction in Palauan Reduplicants"» (em inglês) , inAndrea Rackowski and Norvin Richards (eds.),«Proceedings of the Eighth Annual Meeting of the Austronesian Formal Linguistics Association» (em inglês) , Cambridge: MITWPL #44, 385-398. |

| Ícone de esboço | Este artigo sobre linguística ou um linguista é um esboço. Você pode ajudar a Wikipédia expandindo-o. |